# Epidendrum lloense
Epidendrum lloense là một loài thực vật có hoa trong họ Lan. Loài này được (Lindl.) Hágsater & Dodson mô tả khoa học đầu tiên năm 1992.